# 小行星3576
小行星3576（3576 Galina）是一颗绕太阳运转的小行星，为主小行星带小行星。该小行星于1984年2月26日发现。

## 轨道参数
小行星3576的轨道半长轴为2.3964551 UA，离心率为0.131。